# Consell comunal d'Hesperange
El consell comunal d'Hesperange (francès: Conseil communal de Mamer) és el consell local de la comuna d'Hesperange, al sud de Luxemburg.
És constituït per quinze membres, escollits cada sis anys mitjançant representació proporcional. Les darreres eleccions es van realitzar el 9 d'octubre de 2005, va donar lloc a una victòria del Partit Popular Social Cristià (CSV). Al collège échevinal, va formar coalició amb el Partit Democràtic (DP), sota el lideratge de l'alcalde Marc Lies del CSV.
| Partit | Partit                                     | Escons | Regidors                                                                              |
| ------ | ------------------------------------------ | ------ | ------------------------------------------------------------------------------------- |
|        | Partit Popular Social Cristià (CSV)        | 6      | Marc Lies, Théo Zeimes, Triny Spirinelli-Thill, Diane Adehm, Jean Theis, Robert Leven |
|        | Partit Democràtic (DP)                     | 4      | Ali Thull, Roby Feyder, Marc Schadeck, Claude Lamberty                                |
|        | Els Verds                                  | 3      | Karin Manderscheid, Christiane Staudt-Blanche, Roland Tex                             |
|        | Partit Socialista dels Treballadors (LSAP) | 2      | Karin Manderscheid, Christiane Staudt-Blanche, Roland Tex                             |
| Font:> |                                            |        |                                                                                       |